# Edifício Touring

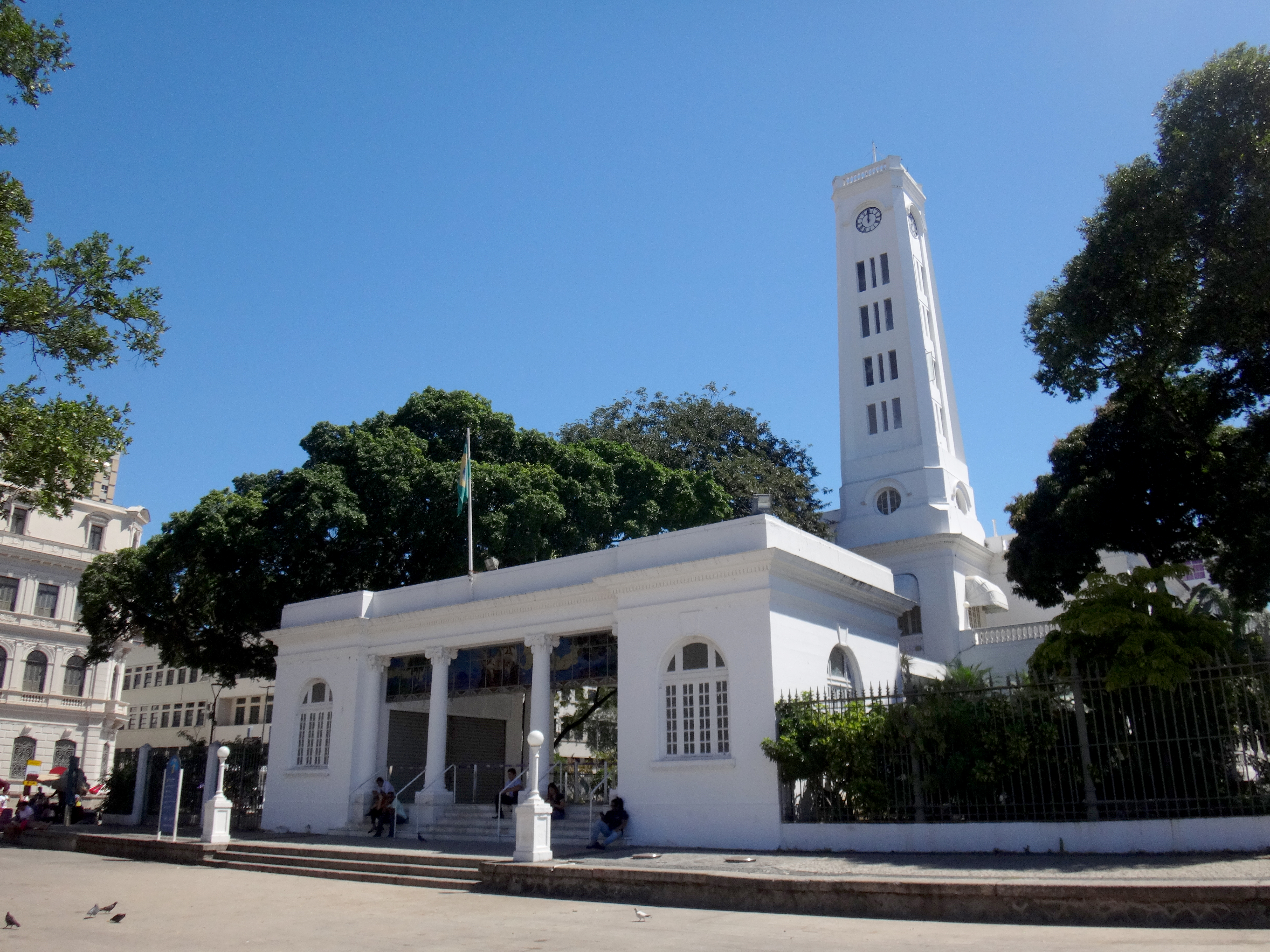
Vista da edificação em 2017.

O Edifício Touring, também conhecido como Terminal Marítimo de Passageiros do Touring Club do Brasil, é um edifício situado no bairro do Centro, na Zona Central da cidade do Rio de Janeiro. Localiza-se na Orla Conde, em frente à Praça Mauá e próximo à Parada dos Museus do VLT Carioca. É atualmente gerido pela empresa Pier Mauá. A partir de 2020 abrigará o Mercado do Porto Carioca.
O edifício foi inaugurado em 1926. Em estilo art déco, o prédio foi projetado pelo arquiteto francês Joseph Gire. Durante muitos anos, o local serviu de sede para o Touring Club do Brasil que, atualmente, dá nome ao edifício.

## Mercado do Porto Carioca
Em 2020, está prevista a inauguração de um mercado municipal nas instalações do Edifício Touring. Denominado Mercado do Porto Carioca, o futuro centro gastronômico será inspirado no Mercado da Ribeira, situado em Lisboa. O investimento é orçado em cerca de R$ 45 milhões e será feito pelo Grupo BestFork Experience. A estimativa é que cerca de 100 mil pessoas circulem por mês no mercado, cujo foco será o público carioca. O projeto do Mercado do Porto Carioca é de autoria do arquiteto Miguel Pinto Guimarães.
O Mercado do Porto Carioca ocupará uma área de 6 mil metros quadrados, terá capacidade para 5 mil pessoas e será ocupado por 20 restaurantes fixos de diferentes segmentos gastronômicos. O local também contará com dois espaços voltados para cervejas artesanais, dois bares focados em mixologia, 20 casas pop-up (com opções de pastel e de tapioca, por exemplo) e 20 casas volantes (a exemplo de carrocinhas de pipoca e de sucos). Além das áreas voltadas à gastronomia, o mercado também terá áreas que abrigarão apresentações culturais, eventos, cabeleireiro, estúdio de tatuagem e aulas de gastronomia.